# グルジョンツ市電
グルジョンツ市電（ポーランド語: Tramwaje w Grudziądzu)は、ポーランド・クヤヴィ＝ポモージェ県の州都グルジョンツ市内とその周辺に路線を持つ路面電車網である。1896年に馬車鉄道として開業し、1899年に全路線での電気運転を開始した。1991年からはムズク・グルジョンツ（MZK Grudziądz）によって管理運営されている。
2011年現在は2の路線、総延長13km余り。大半の区間が複線となっている。

## 路線
MZKは1路線を運行している(2017年)。
|   | 路線図 | 経由地                             | 長さ | 所要時間 | 停留所数 |
| - | ------ | ---------------------------------- | ---- | -------- | -------- |
| 2 |        | タルプノ ↔ ジョヌツ Tarpno ↔ Rządz |      | 27分     | 18       |

## 車両
| 画像 | 車種                                   | 総数 |
| ---- | -------------------------------------- | ---- |
|      | コンスタル2N2                          | 1    |
|      | コンスタル805Na                        | 2    |
|      | コンスタル805Nb                        | 6    |
|      | コンスタル805Na-MM コンスタル805Na-MMD | 4 2  |
|      | ドゥヴァグGT8                          | 10   |

## ギャラリー

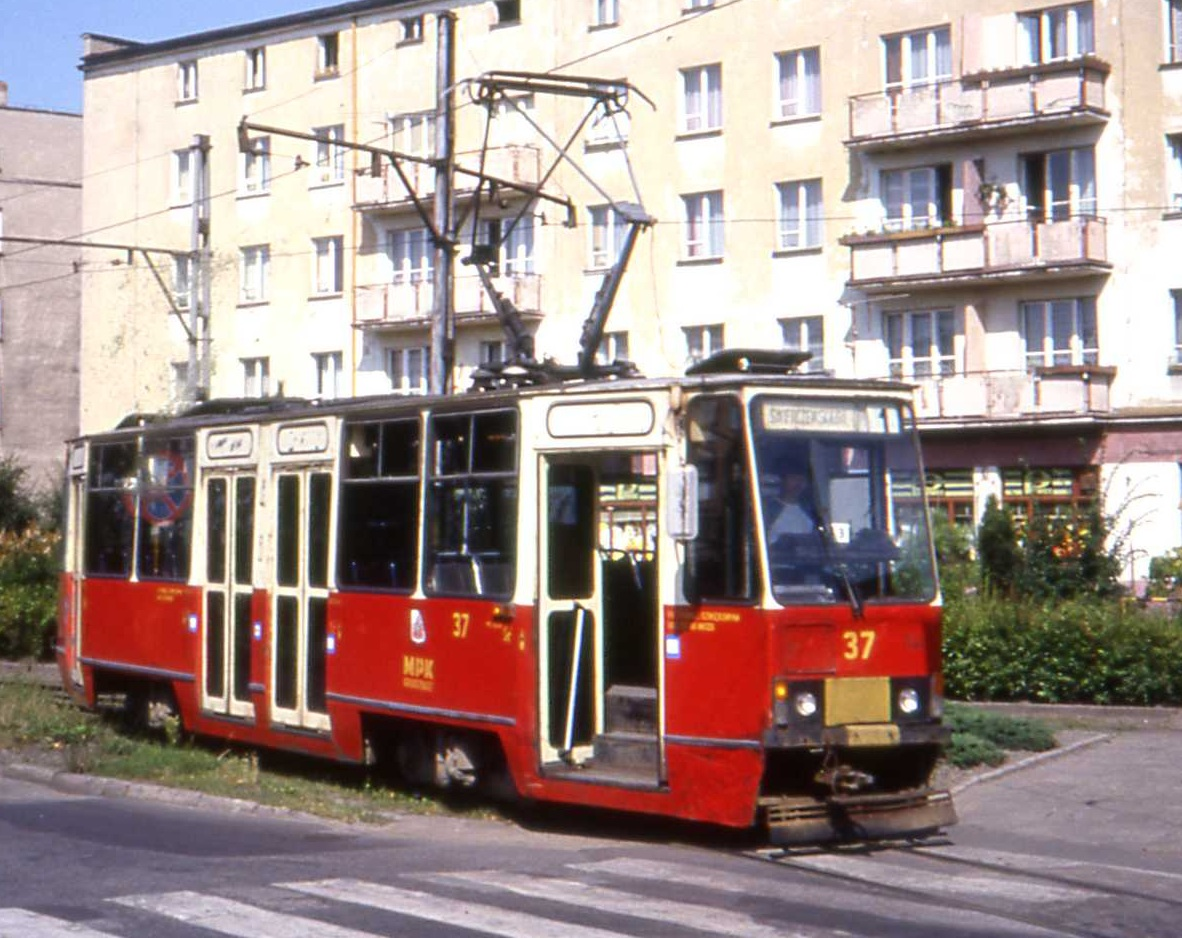
1990年
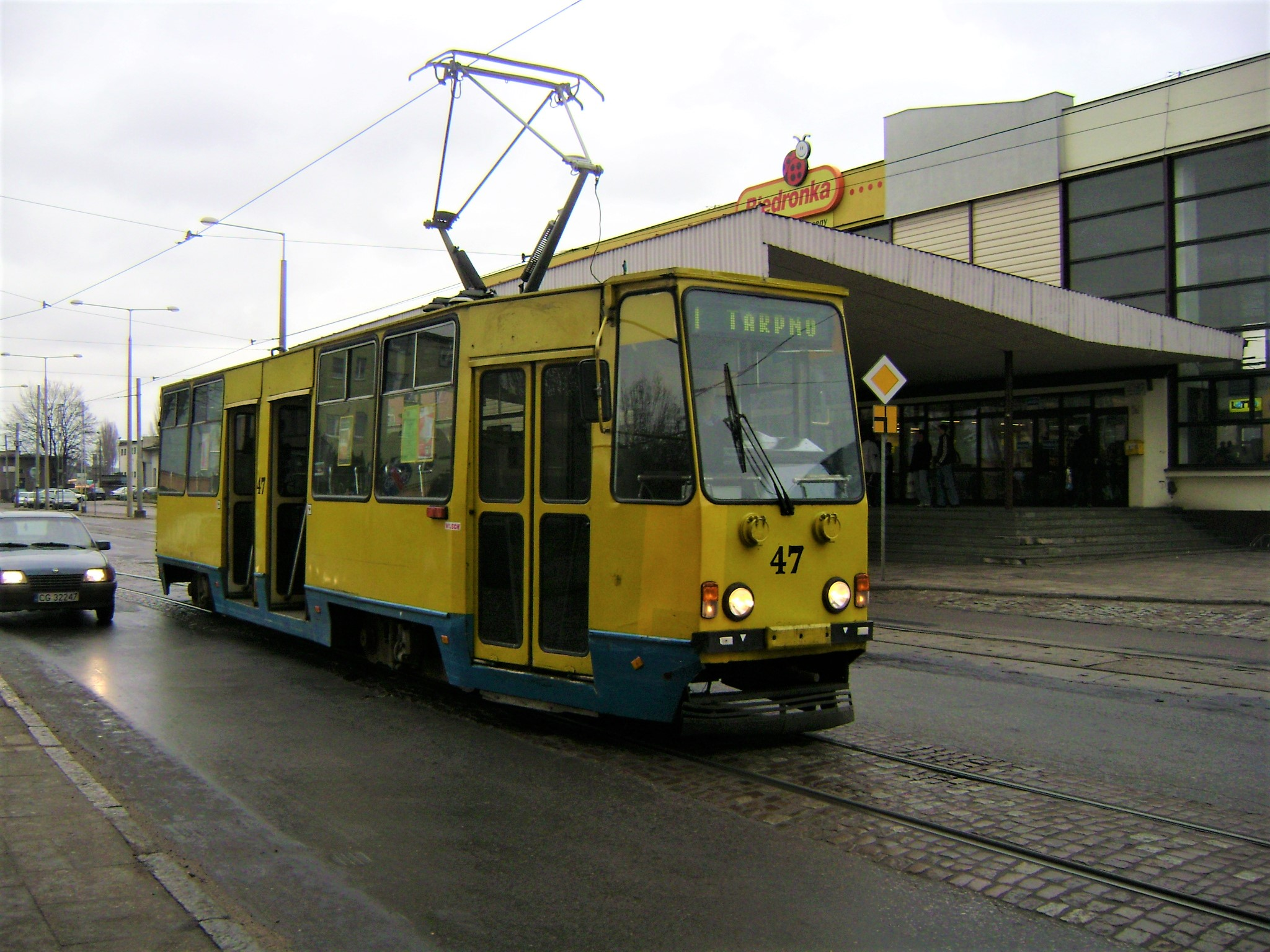
2008年
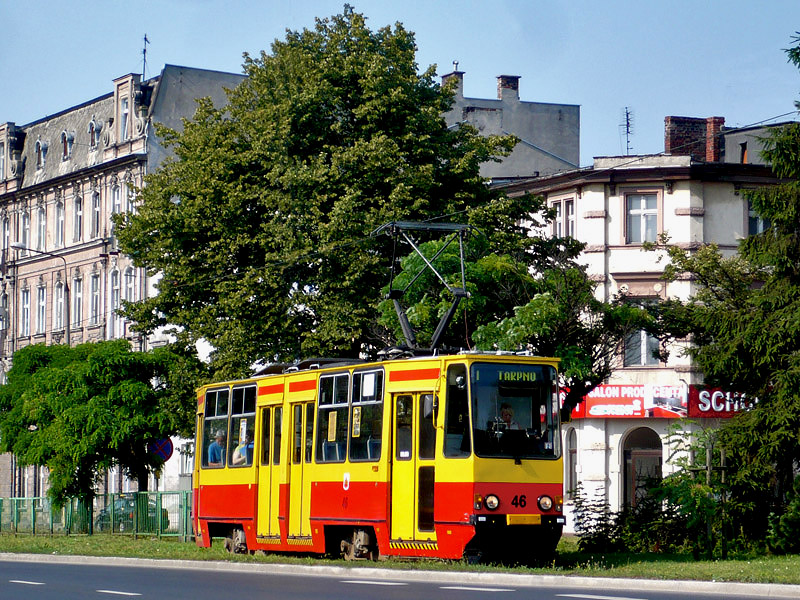
2010年
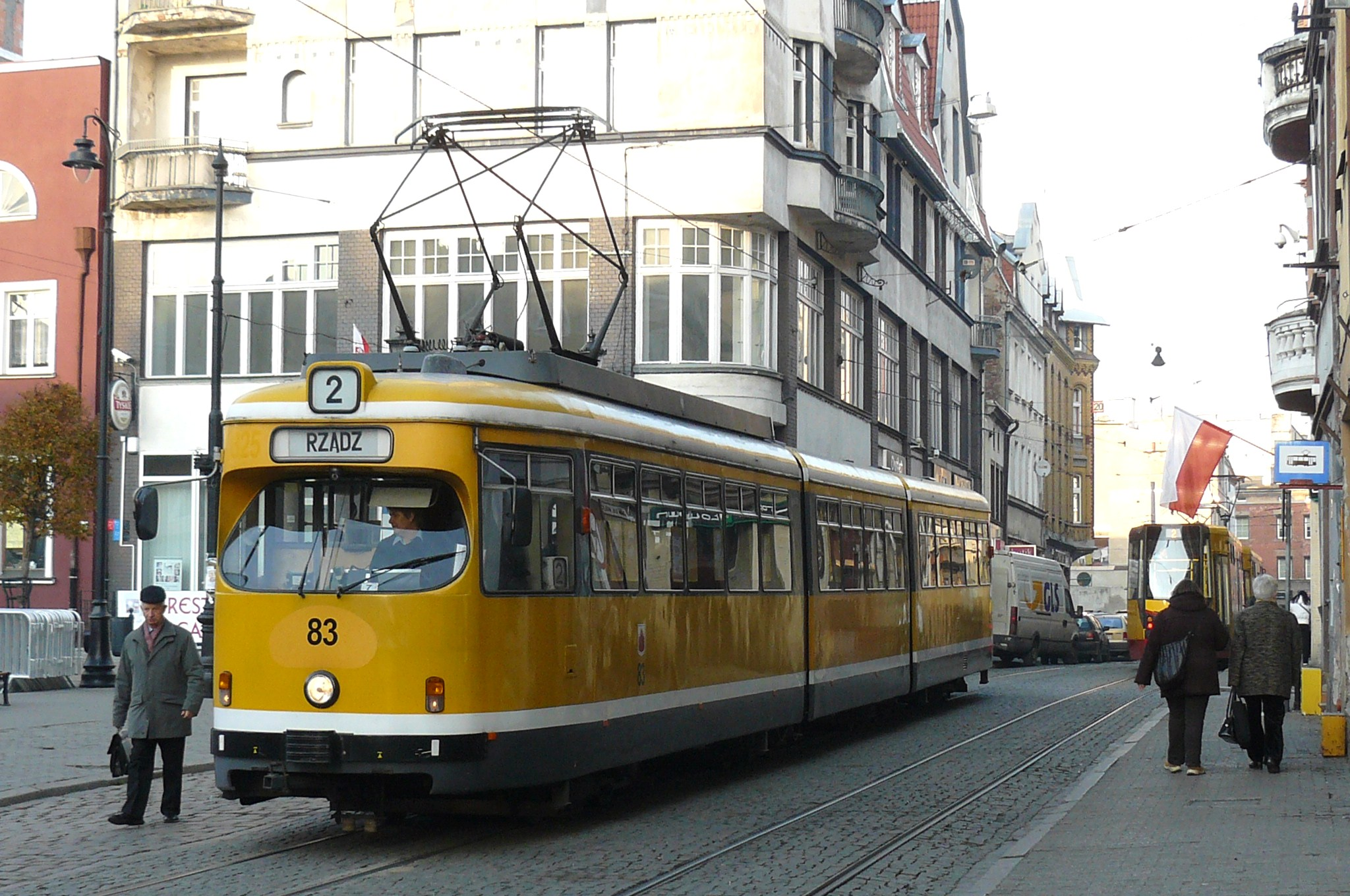
2011年
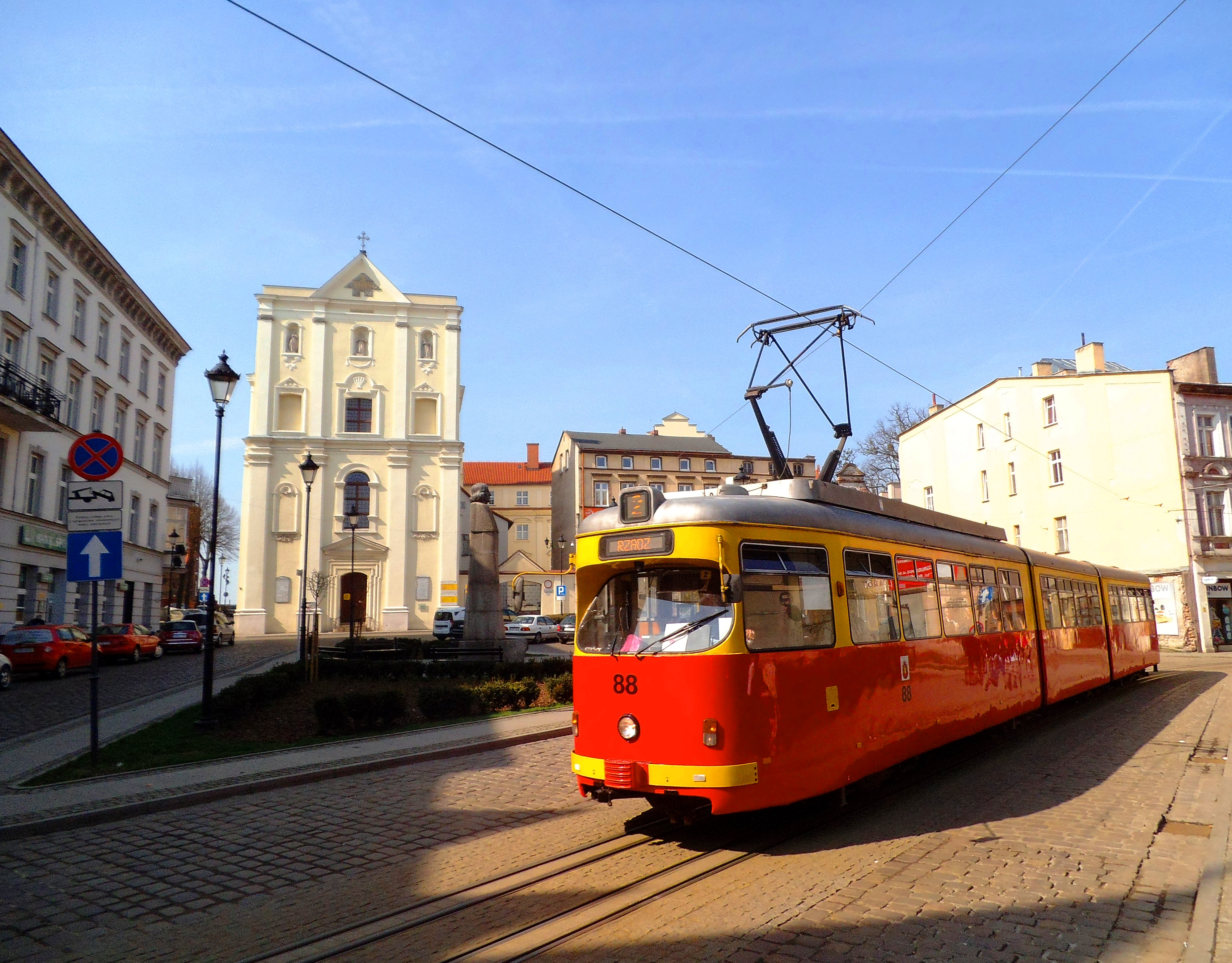
2017年